# Hành quân Trần Hưng Đạo 48
Hành quân Trần Hưng Đạo 48 là một chiến dịch do Hải quân Việt Nam Cộng hòa tiến hành vào tháng 2 năm 1974 đưa quân lên đồn trú các đảo chưa bị chiếm đóng để khẳng định chủ quyền của Việt Nam trên quần đảo Trường Sa sau sự kiện Hải chiến Hoàng Sa vào ngày 19 tháng 1 năm 1974.

## Bối cảnh
Thất bại trong Hải chiến Hoàng Sa vào ngày 19 tháng 1 năm 1974 mà không có hỗ trợ từ phía Hoa Kỳ, chính quyền Việt Nam Cộng hòa lo ngại Trung Quốc sẽ chiếm quần đảo Trường Sa.
Cho đến tháng 1 năm 1974, ngoài Việt Nam Cộng hòa còn có Đài Loan và Philippines đã chiếm đóng một số đảo sau đây trong quần đảo Trường Sa:
- Đài Loan chiếm đảo Ba Bình từ năm 1956  (Itu Aba) là đảo tự nhiên lớn nhất trong quần đảo Trường Sa
- Philippines vào 7 năm 1971 đã đổ quân chiếm đóng các đảo Song Tử Đông (Northeast Cay – Parola island), đảo Thị Tứ (Thitu Island – Pagasa island), đảo Loại Ta (Loaita island – Kota island), đảo Vĩnh Viễn (Nanshan island – Lawak island), đảo Dừa (West York island – Likas island). Trước đó các đảo Song Tử Đông, Thị Tứ và Loại Ta đã được Hải Quân VHCH dựng bia chủ quyền trong tháng 5 năm 1963.
- Việt Nam Cộng Hòa: đồn trú trên đảo Nam Yết từ tháng 8 năm 1973, gồm 64 Địa Phương Quân đóng quân trên đảo[1].

## Diễn biến

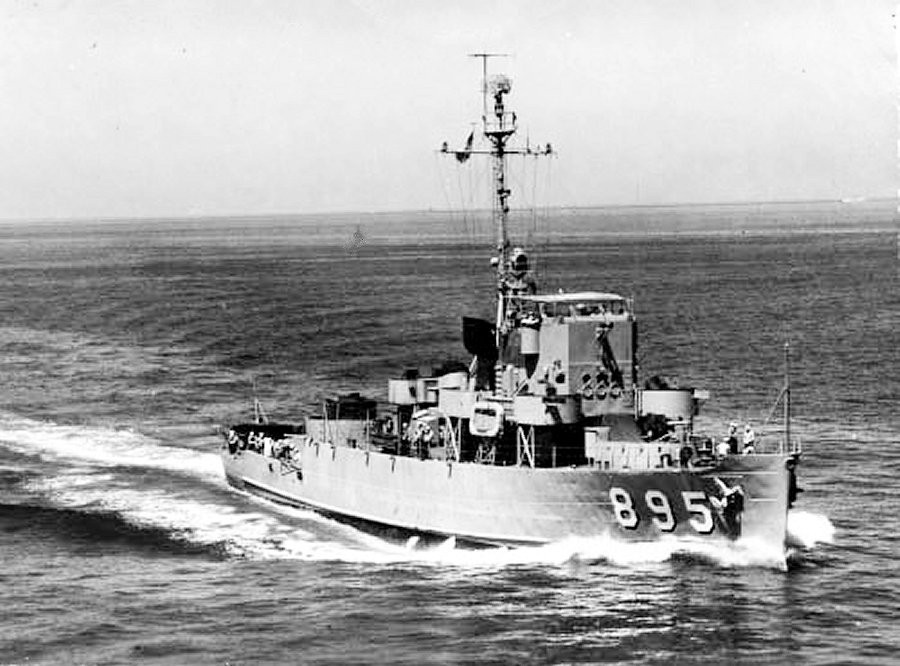
Hộ tống hạm Đống Đa HQ 07 tiền thân là USS PCE-895, là tàu chỉ huy Hành quân Trần Hưng Đạo 48.

Ngày 30 tháng 1 năm 1974, Tổng thống Nguyễn Văn Thiệu ra lệnh tiến hành Hành quân Trần Hưng Đạo 48 đưa 136 quân (thuộc Đại đội 4, Tiểu đoàn 371, tiểu khu Phước Tuy) ra đồn trú tại 5 đảo tại quần đảo Trường Sa bao gồm đảo Sinh Tồn (Sin Cowe island), đảo Trường Sa (Spratly island), đảo An Bang (Amboyna Cay), đảo Song Tử Tây (Southwest Cay) và đảo Sơn Ca (Sand Cay). Mục đích của cuộc hành quân là thiết lập sự hiện diện của Việt Nam Cộng Hòa trên các hòn đảo chưa bị chiếm đóng và không tiến hành các hoạt động thù địch nào ở các đảo đã bị đối phương chiếm đóng.
Đội tàu tham gia chiến dịch này dưới sự chỉ huy của Đại tá hải quân Nguyễn Văn May gồm có Hộ tống hạm Đống Đa HQ 07 (tàu có bộ chỉ huy Hành quân Trần Hưng Đạo 48), Hải vận hạm Tiền Giang HQ 405, Khu trục hạm Trần Hưng Đạo HQ 01, Tuần dương hạm Trần Bình Trọng HQ 05, Tuần dương hạm Phạm Ngũ Lão HQ 15, Tuần dương hạm Ngô Quyền HQ 17 và Yểm trợ hạm Mỹ Tho HQ 800.

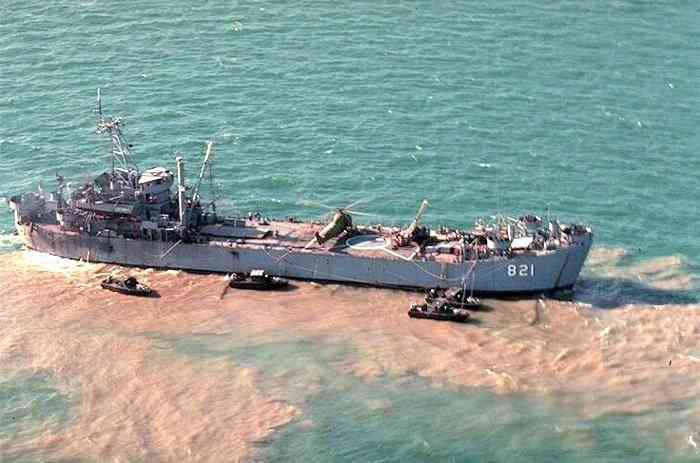
Yểm trợ hạm Mỹ Tho HQ 800 tiền thân là USS LST-821, mang công binh và vật liệu ra quần đảo Trường Sa, sau đổi tên là BRP Sierra Madre LT-57 được Philippines dùng để đổ bộ lên bãi Cỏ Mây vào năm 1999.

Điện văn từ Tòa đại sứ Mỹ ở Sài Gòn gởi về Bộ Ngoại giao Mỹ ngày 31/01/1974 báo cáo: "Nguồn tin từ Hãng Thông tấn UPI trong ngày 31/01/1974 đã tường thuật về việc một lực lượng hải quân Việt Nam [Cộng hòa] gồm Khu trục hạm Trần Hưng Đạo, Tuần dương hạm HQ 5 và 1 chiếc Dương vận hạm mang theo một đại đội Địa phương quân thuộc tỉnh Phước Tuy rời Vũng Tàu ngày hôm qua 30/01/1974 trên đường đến 5 đảo không người ngoài Trường Sa. Những đảo này là: đảo Sinh Tồn, đảo Trường Sa, đảo An Bang, đảo Song Tử Tây và đảo Sơn Ca. UPI nhấn mạnh là đảo Sơn Ca nằm gần đảo Ba Bình, trên đó có quân đội trú phòng của Đài Loan"
Lực lượng tham gia chiến dịch ban đầu gồm hai tàu HQ 07 và HQ 405 do đại tá Nguyễn Văn May chỉ huy xuất phát từ Vũng Tàu sáng ngày 30 tháng 1 năm 1974. Theo kế hoạch, trên mỗi đảo sẽ có một trung đội khoảng chừng 20-30 Địa Phương Quân đổ bộ và đồn trú do một chuẩn úy hay thiếu úy chỉ huy.
Ngày 1 tháng 2 năm 1974, hải quân Việt Nam Cộng hòa đổ bộ lên đảo Song Tử Tây. Do đảo Song Tử Tây rất gần với đảo Song Tử Đông đang do quân đội Philippines chiếm đóng, nên lực lượng Việt Nam Cộng hòa được lệnh không để xảy ra xung đột với quân đội Philippines. Ngày 2 tháng 2 năm 1974 hai tàu HQ 07 and HQ 405 đưa quân đổ bộ lên đảo Sơn Ca thành công mà không xảy ra đụng độ với lực lượng Đài Loan tại đảo Ba Bình gần đó.
Cũng đầu tháng 2 năm 1974, Tuần dương hạm Trần Bình Trọng HQ 05 sau khi tham gia cuộc chiến với Trung Quốc ở quần đảo Hoàng Sa cũng được điều động tham gia cuộc hành quân Trần Hưng Đạo 48 với tàu Hải vận hạm HQ 405 và Hộ tống hạm HQ 07 bảo vệ quần đảo Trường Sa. Tuy nhiên do có trục trặc về máy móc trên hải trình từ đảo Sơn Ca đến đảo Sinh Tồn, HQ 405 được HQ 05 đưa về Vũng Tàu sửa chữa. Tuần dương hạm Phạm Ngũ Lão HQ 15 được điều động thay thế HQ 405 tiếp tục bảo vệ cho việc đổ quân lên các đảo còn lại ở quần đảo Trường Sa. Ngày 03 tháng 2 năm 1974, hải quân Việt Nam Cộng hòa đổ bộ lên đảo Sinh Tồn và trong cùng ngày là đảo Trường Sa. Riêng đảo An Bang do diện tích nhỏ và độ cao hơn mặt biển chỉ chừng 1m nên lực lượng hành quân không cho quân đồn trú.
Khoảng giữa tháng 2 năm 1974, Bộ Tư lệnh Hải quân Việt Nam Cộng hòa đã gửi thêm một số chiến hạm gồm có Tuần dương hạm Ngô Quyền HQ 17 và Yểm trợ hạm Mỹ Tho HQ 800 chở lực lượng Công binh và 500 tấn vật liệu, cùng các kỹ sư để lo việc xây cất doanh trại và nhà ở kiến cố cho các toán địa phương quân trú đóng trên các đảo ở quần đảo Trường Sa.